# Infección respiratoria alta
Una infección respiratoria alta o Infección de la vía respiratoria superior es un término que incluye varias enfermedades infecciosas del tracto respiratorio superior: la rinosinusitis que afecta a la nariz y los senos nasales,  la otitis media que afecta al oído medio, la faringitis que afecta a la faringe, la amigdalitis que afecta las amígdalas palatinas, la laringitis que afecta a la laringe y el resfriado común, que puede afectar a varias o todas las estructuras mencionadas. La mayor parte de estas infecciones son causadas por virus, especialmente el rinovirus, son autolimitadas y representan una de las principales causas de consulta a los servicios de salud y de absentismo laboral o escolar.

## Epidemiología
Los niños preescolares presentan entre cuatro y ocho episodios de infección respiratoria alta al año, los niños en edad escolar entre dos y seis y los adultos entre dos y cinco.
La mayoría de estas infecciones se presenta en la época invernal fría debido al hacinamiento.

## Cuadro clínico
Las infecciones de las vías respiratorias altas incluyen la rinosinusitis, el resfriado común, la faringitis/adenitis, la laringitis y la otitis media.
Existe una superposición significativa de las manifestaciones clínicas de las distintas  infecciones respiratorias altas. Generalmente el comienzo de los síntomas ocurre entre uno y tres días posterior a la exposición al agente infeccioso. La congestión nasal, los estornudos y el dolor de garganta son los síntomas principales del resfriado común. El comienzo súbito del dolor de garganta con fiebre y ausencia de tos es sugerente de una faringitis bacteriana. Los pacientes con una rinosininusitis experimentan síntomas tras una a dos semanas después de un resfriado, como dolor unilateral de la cara, odontalgia, cefalea y descarga nasal purulenta.
Cerca de un 15% de los casos de faringitis aguda son causados por bacterias, especialmente el estreptococo del grupo A que resulta en faringitis estreptocócica. Por lo general se acompaña con dolor de garganta sin rinitis o tos.

## Etiología
Las infecciones del tracto respiratorio superior (TRS) son de múltiples etiologías y son las infecciones que afectan la nasofaringe, orofaringe, laringe, tráquea, oído y senos paranasales. Debe recordarse que la mucosa del tracto respiratorio superior es continua, por lo que una infección en cualquiera de sus sectores puede propagarse hacia sus sectores inferiores.
El resfriado común
Es una enfermedad benigna, autolimitada del TRS. Pero interfiere en la economía. Síntomas: Dolor de garganta, congestión nasal, rinorrea, además de estornudos y tos. También puede haber ronquera, dolor de cabeza, malestar y mialgia, especialmente en niños con el virus de la gripe. Casi el 100% viral: Rinovirus (30-50%), coronavirus (10-15%), Influenza (5-15%), virus respiratorio sincitial y virus parainfluenza (5%), adenovirus y enterovirus (<5%). La infección resulta en vasodilatación y ↑ de la permeabilidad. Las glándulas mucosas ↑ la secreción por estimulación colinérgica. Los síntomas son causados por la respuesta. El tratamiento es con antihistamínicos de 1.ª generación (por sus propiedades anticolinérgicas) naproxeno (reduce la tos), antiretrovirales (↓ síntomas 1-2 días).
Sinusitis
Se cree que la mayoría de los episodios de sinusitis son causados por virus, lo que resulta en un edema de mucosa y obstrucción de los senos paranasales. Los virus más comunes son los mismos que causan en resfriado común, y al producir edema de mucosa se crea un ambiente favorable para el crecimiento de bacterias en los senos paranasales, que conllevan a una sinusitis bacteriana. Las bacterias aeróbicas comúnmente encontradas son el S. pneumoniae, H. Influenzae y la M. catatthalis. En la medida que progresa la infección, las bacterias consumen todo el oxígeno, reduciendo la presión de este en los senos y aumentando la acidez: el ambiente ideal para hospedar bacterias anaeróbicas como el Fusobacterium nucleatum, Prevotella, Porphyromonas y Peptostreptococcus. Además, la bacterias gram negativas han sido asociadas con la sinusitis crónica. Los causantes más comunes son la Pseudomonas aeruginosa, Klebsiella pneumoniae, Proteus mirabilis, Escherichia coli y Enterobacter. La sinusitis fúngica está causada principalmente por los Zygomicetos, Aspergillus y otros hongos dermatiáceos. El mecanismo de fisiopatología no es muy claro, sin embargo se cree que los hongos desencadenan una reacción inmune tipo III que produce una estimulación eosinofílica intensa, lo que produce el edema de mucosa y la perpetuación del crecimiento fúngico. 
Otitis média
Afecta a 90% de los niños en las edades preescolares (60% en su primer año de vida). FR prevenibles: tabaco, uso del chupete prolongado, no lactar. No prevenibles: sexo, raza, histórico familiar, nivel socioeconómico bajo y otras condiciones de salud.  Patógenos más comunes: S. pneumoniae (40%), H. Influenzae (25%) y Moraxella catarrhalis (12%) Diagnóstico: Cultivo del fluido del oído medio (caso el tímpano esté perforado). Se utiliza el tratamiento empírico, y si después de varios esquemas terapéuticos persista el problema, se procede a una timpanocentesis. Amoxicilna: primera línea para otitis media aguda. Si es alérgico a las penicilinas: cefalosporina, azitromicina o claritromicina está recomendado. Amoxicilina + clavulánico: Si la T˚ > 39 ˚C o tiene otalgia severa o falla la primera línea de tratamiento. - Si es alérgico: ceftriaxona o clindamicina. Otitis media aguda viral: virus sincitial, influenza virus o adenovirus. Repetidos episodios de otitis media preceden una infección del TRS. 

Faringitis
Bacteriana
Streptococcus alfa beta hemolíticos  más comunes 30% de las faringitis en niños y 10% en adultos. Complicaciones: Supurativa: abscesos retrofaríngeos y peritonsiliares, sinusitis, otitis media. No supurativa: fiebre reumática. Clínica: fiebre, dolor de garganta, cefalea, faringe eritematosa con amígdalas hipertróficas y posibles exudados, linfadenopatia submandibular y petequias en el paladar. Arcanobacterium hemolyticum. Más común en adolescentes y adultos. Clínica: linfadenopatia, eritema del tejido faríngeo, exudados y rash escarlatiforme. 
Viral
La mayoría de las faringitis son virales Asociadas al resfrío común. Tienen dos presentaciones clínicas: • Moderada: fiebre baja, rinitis aguda, tos y moderado eritema de la faringe. Virus involucrados: rinovirus, coronavirus, virus sincitiales respiratorios, virus parainfluenza. • Severa: síntomas más severos, fiebre, dolor de garganta, faringitis, y adenopatía cervical. Virus involucrados: adenovirus (el más común), influenza A o B, enterovirus, Epstein Barr (puede desarrollar mononucleosis), virus herpes simple 1 y 2, VIH (síndrome agudo retroviral: fiebre, faringitis no exudativa, linfadenopatias, artralgia, mialgia, letargia) 

 Epiglotitis 
Es una enfermedad que afecta tanto a niños y adultos. El patógeno más famoso es Haemophilus influenzae tipo b  se encontraba más frecuente en niños pero después de la existencia de la vacuna, hay más casos en los adultos. Clínica: dolor de garganta, fiebre, distrés respiratorio, los pacientes no pueden manejar las secreciones y terminan con disfagia y odinofagia severas. La voz se vuelve ronca y se pierde, produce un estridor que es una señal tardía. Imágenes: Radiografía lateral del cuello: señal del dedo pulgar Laringoscopia solo si el paciente está estable. Tx: antibióticos de alto espectro.